# Heinrich Ludwig Christoph Plumhof
Heinrich Ludwig Christoph Plumhof   (Bad Bevensen, 9 de març de 1836 - Vevey, 24 de juliol de 1914) fou un compositor alemany.
Estudià en la ciutat de Hannover, mostrant tant felices disposicions pels estudis que el rei Ernest August li concedí una pensió. Allà, durant algun temps formà part de la capella d'aquell monarca, i després s'establí a Suïssa, fixant la seva residència a Vevey, ciutat en què hi morí.
Va publicar composicions molt apreciades, entre elles retalls per a piano i cors d'homes, destacant la Cantata de Granson, per a cors, solo i orquestra, i l'Oda helvética, per a cors, solo i orquestra.